# Kościół Trójcy Przenajświętszej w Zabłociu
Kościół Trójcy Przenajświętszej w Zabłociu - ukończony w 1812 roku kościół parafialny rzymskokatolickiej parafii w Zabłociu, w dekanacie Raduń, w diecezji grodzieńskiej. W latach 70. XX wieku świątynia otrzymała status obiektu dziedzictwa kultury i historii (nr 413Г000133).

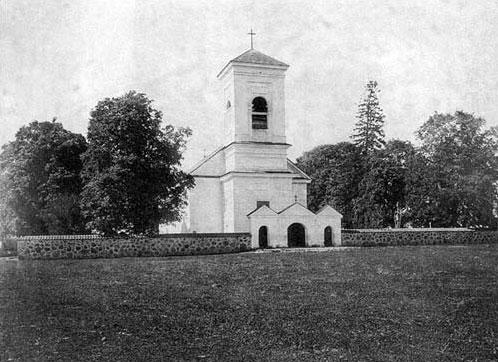
Kościół w Zabłociu, 1900

## Historia[2]
Pierwszy kościół w Zabłociu założony został założony w 1601 r. z fundacji ówczesnego właściciela Zabłocia sędzi ziemskiego Wojciecha Narbuta. Pierwszą świątynię zbudowano z drewna w centrum wsi. Syn fundatora Mikołaj Narbut uposażył świątynię w 1623 r. z obowiązkiem utrzymywania nauczyciela dla nauczania dzieci w szkole przy kościele. 
W 1750 roku został wybudowany ostatni kościół drewniany w Zabłociu. Wnętrza świątyni w owym czasie ozdobione były czterema ołtarzami. 
W XIX wieku parafianie zdecydowali o budowie nowego, kamiennego kościoła. W 1803 r. na środki ofiarowane przez Ludwika Tyszkiewicza i jego małżonki Konstancji z Poniatowskich rozpoczęła się budowa świątyni w stylu klasycznym. Kościół budowano przez 10 lat, a w 1812 r. jego pod historycznym tytułem poświęcił kanonik inflancki ks. Maciej Minejko.

## Architektura[2]
Kościół to jednowieżowa salowa świątynia wzniesiona na planie prostokąta z orientowaną na zachód prostokątną apsydą, gdzie się mieszczą dwie zakrystie. Sala modlitewna i poniżona apsyda są przykryte dachami dwuspadowymi (w latach międzywojennych dachówka została zamieniona blachą). Fasada główna jest poznaczona potężną czworoboczną trzykondygnacyjną dzwonnicą, znajdują się tam trzy dzwony. 
Wnętrza kościoła, pokryte płaskim sufitem podszywanym (w zakrystiach są sklepienia krzyżowe), ozdabiają trzy ołtarze iluzoryczne (zostały namalowane w 1880 r., później przemalowane): ołtarz główny (malarstwo iluzoryczne w latach 2000. było zasłonięte ołtarzem drewnianym) z wielkim obrazem Najświętszej Trójcy oraz dwa boczne: lewy – Matki Bożej Ostrobramskiej i prawy – św. Anny. W ХІХ w. w ołtarzu głównym mieścił się obraz Jezusa Ubiczowanego (później przeniesiony do lewego ołtarza, a w ołtarzu głównym umieszczono obraz Matki Bożej Ostrobramskiej w szacie pozłoconej i Ukrzyżowanie, ofiarowane kościołowi przez ówczesnego proboszcza ks. Zabłockiego w 1880 r.), w lewym bocznym – obraz Matki Bożej Szkaplerznej w szacie z koronami i aksamitem, w prawym, jak i obecnie – obraz św. Anny, zaś ołtarz tytułowy Najświętszej Trójcy był przenośny, do dziś znajduje się w kościele.  Podczas remontu kościoła w 1939 r. zostały rozmalowane ściany i sufit. Nad wejściem znajdują się chóry organowe na czterech słupach drewnianych, kiedyś stały tam organy dziesięciogłosowe.